# Aberlour
Aberlour je škotski single malt viski, ki ga proizvajajo v istoimenskem mestu v pokrajini Strathspey na Škotskem. 
Destilarno je ob sotočju rek Lour in Spey, v bližini kraja Ben Rinnes, leta 1879 ustanovil James Fleming. Objekti so v letu 1898 pogoreli, a so jih kmalu obnovili in nadaljevali s proizvodnjo.

## Polnitve in zorenje
Aberlour polnijo staranega 10, 12, 15 in 30 let, nekatere od vrst pa zorijo v sodih, v katerih je prej »ležal« bourbon.  
Nekatere vrste viskija po staranju v sodih, v katerih je bil prej bourbon pretočijo v sode, v katerih je staralo vino. Pri tem največkrat uporabijo sode v katerih je bil prej sherry, porto, madeira in burgundec. Ta postopek se imenuje finishing in poda viskiju nezgrešljivo aromo, ki je med poznavalci izjemno priljubljena. Značilnost takega viskija je njegova temnejša, včasih celo rahlo rjavo-vijolična barva.